# 라로통가섬

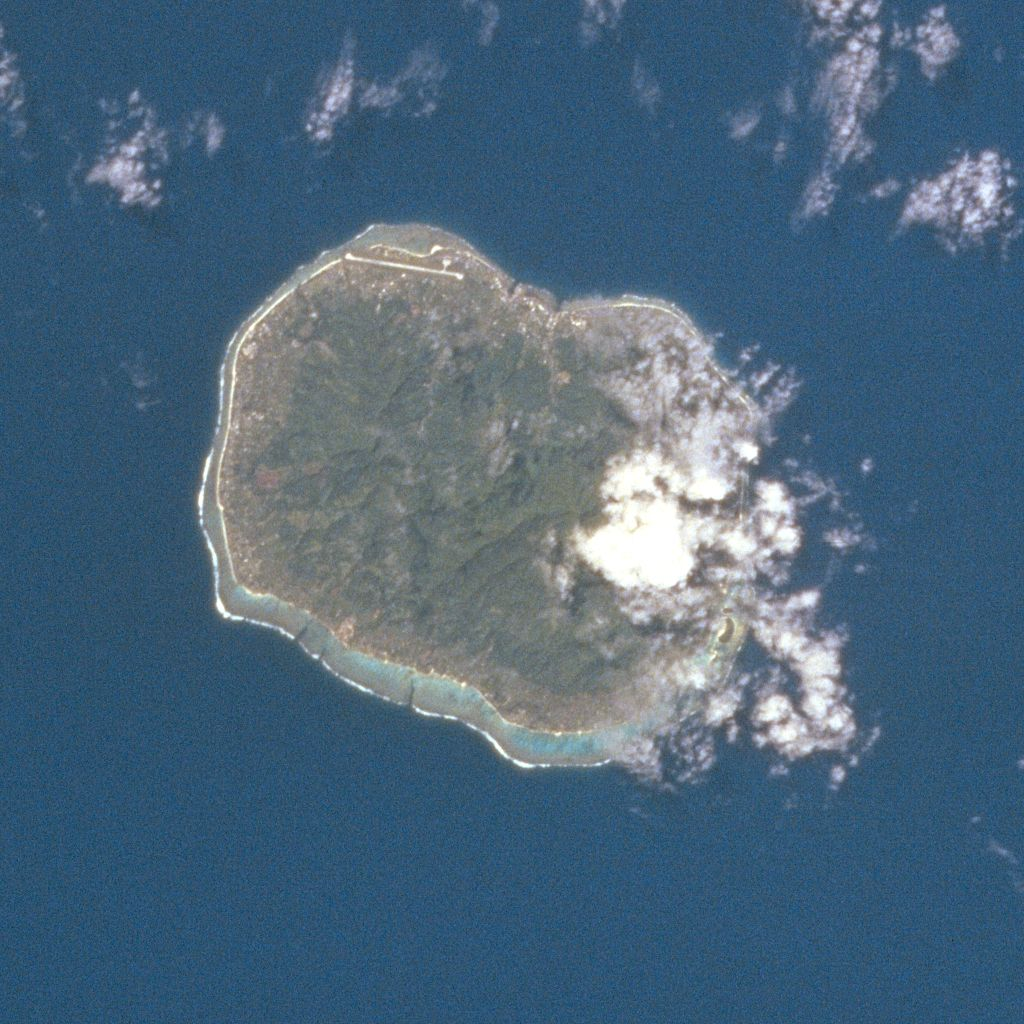
라로통가 섬

라로통가섬(Rarotonga)은 남태평양에 위치한 뉴질랜드의 자치령인 쿡 제도의 주요 섬이다. 섬 북부에는 쿡 제도의 수도인 아바루아가 위치한다.

## 같이 보기
- 라로통가 조약